# Software Freedom Conservancy
Software Freedom Conservancy, SFC — некоммерческая организация, основанная в 2006 году, которая бесплатно предоставляет программные проекты с открытым исходным кодом для дома и инфраструктуры. По состоянию на январь 2016 года, в SFC было 37 проектов-членов, в том числе QEMU, Boost, BusyBox, Git, Inkscape, Samba, Sugar Labs и Wine.

## История
Компания Software Freedom Conservancy была создана в 2006 году.
В 2007 году SFC начали координировать соблюдение авторского права GPL, в первую очередь для проекта BusyBox. Позже, сопровождающий BusyBox Роб Лендли, изначально поддерживающий эти иски, пожалел о своём решении и критиковал практику SFC решения споров в суде.
В октябре 2010 года Software Freedom Conservancy впервые наняла исполнительного директора, Брэдли М. Куна, а через год впервые наняла главного юрисконсульта, Тони Себро. В марте 2014, компания SFC назначила Карен Сандлер в качестве исполнительного директора, с Брэдли М. Кун стал главным технологом (англ. Distinguished Technologist).
В феврале 2015 года программа Outreachy (ранее Free and Open Source Software Program for Women) объявила, что она выходит из проекта GNOME, чтобы стать частью SFC.
В июле 2010 года SFC объявила, что она выиграла суд против Westinghouse Digital, получив предписание в рамках заочного решения.
С 2019 года SFC проводит конференции CopyleftConf. В 2019 году платиновыми спонсорами конференции были Google и Microsoft; в 2020 году Microsoft встала на первое место, и к ним присоединилась Salesforce.

## Руководство
По состоянию на февраль 2016 года, руководителями SFC являются:
- Брэдли Кун (президент)
- Марк Галасси (вице-президент и председатель)
- Карен Сандлер (секретарь Совета)
- Мартин Михльмаер (казначей)
- Майк Линксвайер
- Джереми Эллисон
- Сторми Петерс

## Члены проекта
На февраль 2016 года 37 проектов являются членами Software Freedom Conservancy:
- ArgoUML
- Hula
- Boost
- Bro
- Buildbot
- BusyBox
- Darcs
- Debian Copyright Aggregation Project
- Evergreen
- Foresight Linux
- Gevent
- Git
- Godot
- GPL Compliance Project
- Inkscape
- K-3D
- Kallithea
- Kohana
- Libbraille
- LuxRender
- Mercurial
- Metalink
- OpenChange
- OpenTripPlanner
- Outreachy
- phpMyAdmin
- PyPy
- QEMU
- Samba
- Selenium
- Squeak
- Sugar Labs
- SurveyOS
- SWIG
- Twisted
- uClibc
- Wine